# Colfelice
Colfelice ist eine Gemeinde in der Provinz Frosinone in der italienischen Region Latium mit 1783 Einwohnern (Stand 31. Dezember 2023). Sie liegt 112 km südöstlich von Rom und 32 km östlich von Frosinone.

## Geographie
Colfelice liegt im Tal des Liri. Es besteht aus den zwei Ortsteilen Coldragone und Villa Felice. Es ist Mitglied der Comunità Montana Valle del Liri.
Die Nachbarorte sind Arce, Rocca d’Arce, Roccasecca und San Giovanni Incarico.

### Verkehr
Das Gemeindegebiet von Colfelice wird seit der Antike an der Via Latina, der heutigen Via Casilina (SS 6) durchzogen.
Colfelice liegt nahe der Autobahn A1 Autostrada del Sole, zwischen den Ausfahrten Pontecorvo und Ceprano.
Mit dem Bahnhof Colfelice liegt der Ort an der Bahnstrecke Avezzano-Sora-Roccasecca.

## Geschichte
Im Norden der Gemeinde, an der Via Ara Murata, wurden 1976 die Reste einer umfangreichen Villa ausgegraben, die die Besiedlung des Gebiets in der Antike belegen.

### Villa Felice
Villa Felice ist der ältere der Ortsteile und geht möglicherweise auf solch eine Villa aus der römischen Antike zurück. Im Mittelalter wurde es auch kurz Le Case (Die Häuser) genannt. Erstmals erwähnt wurde es 1229 in einem Bericht über eine Feuersbrunst in dem Ort. Es gehörte die meiste Zeit den Herzögen von Arce.

### Coldragone
Coldragone wurde 1583 von Giacomo Boncompagni, Herzog von Arce, als Siedlung für Landarbeiter gegründet. Der Name weist auf das Wappentier der Boncompagni, den Drachen (italienisch = Dragone) hin, der noch heute das Gemeindewappen ziert. Der Ort entwickelte sich jedoch nur langsam. Erst 1742 bis 1746 ließ Gaetano I Boncompagni eine Kirche errichten. 1796 fiel das Herzogtum der Boncompagni direkt an das Königreich Neapel und wurde Teil der Provinz Terra di Lavoro. 1813 wurde es Teil der Gemeinde Rocca d’Arce.

### Colfelice
Coldragone und Villa Felice wurden 1923 per staatlichem Dekret aus der Gemeinde Rocca d’Arce wieder ausgegliedert und mit dem Namen Colfelice eine eigenständige Gemeinde. 1927 wurde es Teil der neu gegründeten Provinz Frosinone. In den letzten 30 Jahren vollzog sich der Wandel von den agrarisch geprägten Dörfern zum Industriestandort.

## Bevölkerungsentwicklung
| Jahr      | 1861 | 1881 | 1901 | 1921 | 1936 | 1951 | 1971 | 1991 | 2001 |
| --------- | ---- | ---- | ---- | ---- | ---- | ---- | ---- | ---- | ---- |
| Einwohner | 1542 | 1695 | 2100 | 1928 | 2062 | 2064 | 1541 | 1917 | 1853 |

Quelle: ISTAT

## Politik
Bernardo Donfrancesco (Lista Civica: Grappolo D'uva e Due Spighe Di Grano) wurde am 26. Mai 2019 zum neuen Bürgermeister gewählt.

## Gemeindepartnerschaften
Mit der spanischen Gemeinde Villafeliche in der Provinz Saragossa (Aragon) und der französischen Gemeinde Coursac im Département Dordogne (Neuaquitanien) bestehen Partnerschaften.

## Söhne und Töchter der Stadt
- Eleuterio Riccardi (1884–1963), Maler und Bildhauer